# Richard Hounslow
Richard Hounslow (* 19. Dezember 1981 in London) ist ein ehemaliger britischer Kanute.

## Erfolge
Richard Hounslow sicherte sich seine erste internationale Medaille mit Bronze bei den Europameisterschaften 2007 in Liptovský Mikuláš im Mannschaftswettbewerb im Einer-Kajak. Ab 2009 startete er außerdem im Zweier-Canadier zusammen mit David Florence, mit dem er zahlreiche Erfolge feierte. 2009 belegten sie in La Seu d’Urgell im Mannschaftswettbewerb der Weltmeisterschaften ebenso den dritten Platz wie 2011 in Bratislava, 2013 in Prag und 2015 in London. 2010 gewannen sie in Ljubljana auch in der Einzelwertung des Zweier-Canadiers Weltmeisterschafts-Bronze, ehe ihnen 2013 in Prag der Titelgewinn gelang. Weitere WM-Medaillen sicherte sich Hounslow in der Mannschaftswertung des Einer-Kajaks, als er 2014 auf dem Deep Creek Lake in Maryland und 2015 in London jeweils Dritter wurde.
Ähnlich erfolgreich war Hounslow im Einer-Kajak und auch mit David Florence im Zweier-Canadier bei Europameisterschaften. Neben seiner ersten Medaille 2007 im Einer-Kajak wurde er in dieser Disziplin 2009 mit der Mannschaft in Nottingham Europameister und belegte 2014 in Wien und 2015 in Markkleeberg jeweils den zweiten Platz. Mit Florence gewann er im Zweier-Canadier 2010 in Bratislava Bronze in der Einzel- und der Mannschaftswertung, nachdem sie bereits 2009 Silber in der Mannschaftswertung gewonnen hatten. 2012 wurden sie in Augsburg in der Mannschaftswertung Weltmeister. Ihre letzte EM-Medaille sicherten sie sich 2015 mit Bronze in der Einzelwertung.
Zweimal nahm Hounslow an Olympischen Spielen teil, darunter beide Male mit David Florence im Zweier-Canadier. Sein Debüt gab er jedoch bei Olympischen Spielen 2012 in London im Einer-Kajak. In diesem erreichte er das Halbfinale, schied dort aber mit der nur zwölftschnellsten Zeit aus. Weit erfolgreicher verliefen die Wettkämpfe im Zweier-Canadier: Hounslow und Florence belegten nach den Vorläufen den siebten Platz und wurden im Halbfinale Erste. Im Finallauf gelang ihnen in 106,77 Sekunden die zweitschnellste Zeit, womit sie hinter ihren Landsmännern Timothy Baillie und Etienne Stott und vor Pavol und Peter Hochschorner aus der Slowakei die Silbermedaille gewannen.
Vier Jahre darauf ging Hounslow in Rio de Janeiro lediglich in der Zweier-Canadier-Konkurrenz mit David Florence an den Start. Sowohl im Vorlauf als auch im Halbfinale belegten sie den dritten Platz und zogen in den Endlauf ein, den sie in 102,01 Sekunden wie schon 2012 auf dem zweiten Platz beendeten. Lediglich das slowakische Brüderpaar Ladislav und Peter Škantár war noch schneller gewesen, während die Franzosen Gauthier Klauss und Matthieu Péché Dritte wurden.
Im Januar 2017 beendete Hounslow seine Karriere.